# Carlos Sanz Hernández
Carlos Sanz Hernández (Zaragoza, 30 de octubre de 1960) es un deportista, excolegiado asistente de fútbol de la Primera División de España, expresidente de la Federación Nacional de Enfermos y Trasplantados Hepáticos (FNETH) y fundador de la Fundación Carlos Sanz.

## Biografía
Árbitro asistente de primera división durante cuatro años, se truncó su carrera profesional en el arbitraje cuando se le diagnosticó el virus "C" de la hepatitis, que le obligó a trasplantarse el hígado el 12 de octubre de 1998 en la Clínica Puerta del Hierro de Madrid.
Tras el primer trasplante y tener que dejar el arbitraje de élite, conoció las competiciones para deportistas trasplantados. Empezó a entrenar y a competir en atletismo.
Entre agosto de 2001 y junio de 2002 tuvo que dejar la competición para someterse a otros tres trasplantes, el último el 10 de junio de 2002.
Un año después de recibir su último trasplante volvió a la competición deportiva. Compitió en Francia y consiguió la Medalla de Oro en los Campeonatos del Mundo para Deportistas Trasplantados.
En el año 2002, paralelamente a su actividad deportiva, se puso al frente de la Asociación de Enfermos y Trasplantados Hepáticos de Aragón. En 2004, se sumó al proyecto de la creación de la Federación Nacional de Enfermos y Trasplantados Hepáticos (FNETH), formada por diecisiete asociaciones ubicadas por todo el territorio nacional, y que presidió hasta 2012.
En 2007 fue elegido como representante y ejemplo para difundir el trasplante de órganos y un ejemplo de superación en "Las cuatro vidas de Carlos", una película de TVE-1 sobre su historia.
En 2008 creó la Fundación Carlos Sanz.
En 2011 se publica el libro Ganar la Vida, donde Ana Aínsa Montes, la autora del libro, narra la historia de Carlos Sanz, intercambiando testimonios de árbitros, familiares y amigos.
En 2016 se publicó el libro El triunfo de la Voluntad que narra el ascenso de Carlos Sanz a las 17 Cimas de los picos más altos de cada comunidad de España reto en el que consistía el "Proyecto 17 Cimas"
En la actualidad, se dedica a dar charlas y conferencias en diferentes institutos, prisiones y sociedades deportivas de toda España, como el FC Barcelona "B" o el CPI La Jota, Aragón.

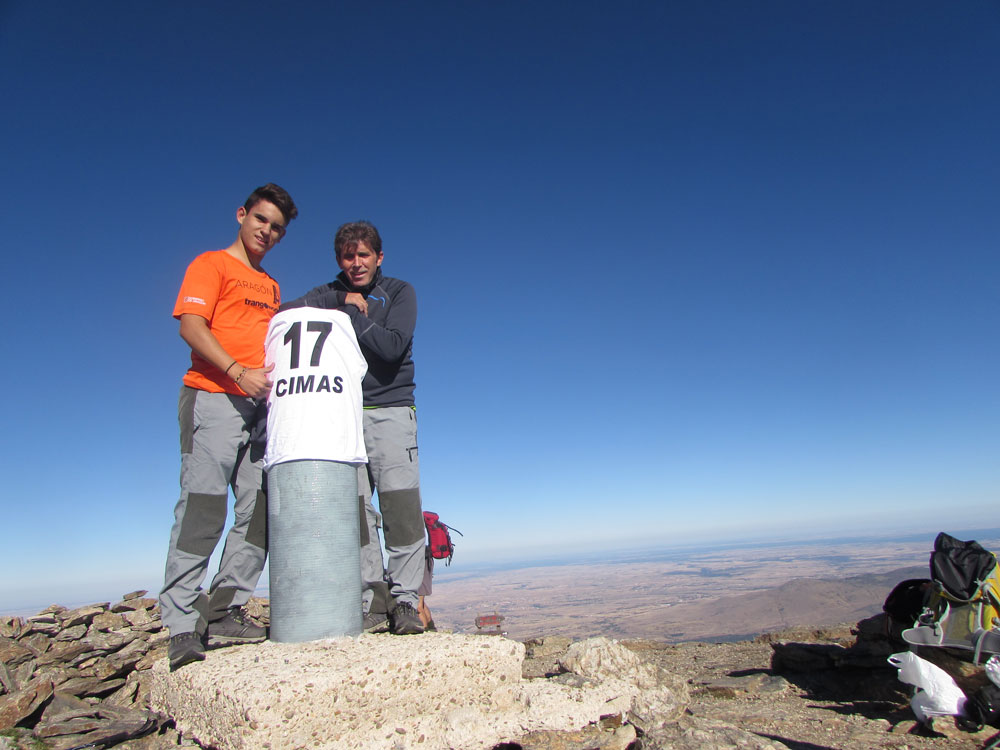
Proyecto 17 Cimas. Cima Peñalara, 2.428m (Madrid)

## Distinciones
| Año  | Reconocimiento |
| ---- | --- |
| 2004 | Premio Gala Deporte Ayuntamiento de Zaragoza, reconocimiento por ser Campeón Mundial                                                          |
| 2007 | Premio "Deporte y Constancias" Ayuntamiento de Zaragoza                                                                                       |
|      | Nominado a "Aragonés del Año" en Deporte, por El Periódico de Aragón                                                                          |
|      | Película RTVE. Elegido para difundir "Un trasplante de órganos" y un ejemplo de enfermo y superación, "Las cuatros vidas de Carlos"           |
| 2008 | Premio al "Deportista Ejemplar" por el Gobierno de Aragón                                                                                     |
|      | Premio “Valores Humanos”, Gala Deporte Teruel                                                                                                 |
| 2009 | Premio “Constancia y esfuerzo”, Gala Deporte Teruel                                                                                           |
| 2010 | Premio "Deporte y Valores", Gala del Deporte de Zaragoza                                                                                      |
|      | Medalla Plata "Mérito Social" del Ministerio del Interior, Gobierno de España                                                                 |
|      | Medalla de Oro al trabajo realizado. Asociación Andalusí de Trasplantados Hepáticos "Hospital Reina Sofía" de Córdoba                         |
|      | Medalla de Oro al trabajo realizado. Asociación de Trasplantados de Hígado de la Comunidad de Madrid                                          |
|      | Premio "Mejor ONG Aragonesa", Fundación Carlos Sanz, por la Asociación de Empresarios Autónomos Aragoneses                                    |
|      | Premio “Labor ONG” otorgado en Aragón por Unidad Editorial.                                                                                   |
| 2011 | Publicación del libro "Ganar la Vida" |
| 2012 | Nominado a "Aragonés del Año" en Valores Humanos, por El Periódico de Aragón                                                                  |
|      | Premio “Trayectoria Personal”. A.D.C. Medina Albaida                                                                                          |
|      | Premio “Corazón Solidario” por la Universidad de Murcia.                                                                                      |
| 2014 | Premio Internacional "Puentes del mundo" al mérito social deportivo otorgado por La Fundación Puentes del Mundo                               |
| 2015 | Premio Club Montañeros de Aragón por su actividad deportiva en el "Proyecto 17 Cimas"                                                         |
| 2016 | Premio Prometeo Archivado el 18 de octubre de 2016 en Wayback Machine. del Centro Penitenciario de Granada                                    |
|      | Premio Club Montañeros de Aragón "Eduardo Blanchard" a la mejor actividad del club en el año 2016 por "Proyecto 17 Cimas"                     |
| 2017 | Finalista, junto a Samuel Sanz, a mejores deportistas por "Proyecto 17 Cimas" en los Premios al Deporte de la Diputación Provincial de Teruel |
| 2019 | Distinción de "Hijo Predilecto" de la ciudad de Zaragoza. Distinción otorgada por el Ayuntamiento de Zaragoza.                                |

## Deporte
Tras sus numerosos trasplantes, Carlos Sanz se dedica al atletismo, en el que obtiene un gran palmarés, consiguiendo oros en campeonatos del Mundo, Europa y Latinoamericanos para Deportistas Trasplantados.
En 2005 le colocan una prótesis de cadera, y en 2008 otra, por el desgaste que le provoca la medicación diaria para evitar el rechazo del órgano trasplantado. Carlos Sanz decide cambiar el atletismo por natación. En tan solo unos años y hasta 2013, ha conseguido diversas medallas en el campeonato del Mundo, Europa y latinoamericanos.
En 2007 participó en los XVI Campeonatos del Mundo para deportistas trasplantados en Bangkok.

## Palmarés
Medallas conseguidas como atleta trasplantado:
| Año  | Campeonato                      | Lugar                     | Medalla          | Competición |
| ---- | ------------------------------- | ------------------------- | ---------------- | ----------- |
| 2003 | Campeonato Mundial de Atletismo | Nancy ( Francia)          | Medalla de oro   |             |
| 2004 | Campeonato de Europa            | Liubliana ( Eslovenia)    | Medalla de oro   | 4 × 100 m   |
|      | Subcampeón de Europa            | Liubliana ( Eslovenia)    | Medalla de plata | 200 m       |
|      | Campeonato Latinoamericano      | Buenos Aires ( Argentina) | Medalla de oro   | 4 × 100 m   |
|      | Campeonato Latinoamericano      | Buenos Aires ( Argentina) | Medalla de plata | 200 m       |
|      | Campeonato Latinoamericano      | Buenos Aires ( Argentina) | Medalla de plata | 100 m       |

Medallas conseguidas como nadador trasplantado:
| Año  | Lugar                     | Medalla           | Competición |
| ---- | ------------------------- | ----------------- | ----------- |
| 2006 | Hungría                   | Medalla de bronce | 100 m       |
|      | Buenos Aires ( Argentina) | Medalla de oro    | 200 m       |
|      | Buenos Aires ( Argentina) | Medalla de plata  | 100 m       |
| 2007 | Montevideo ( Uruguay)     | Medalla de plata  | 100 m       |
|      | Montevideo ( Uruguay)     | Medalla de oro    | 200 m       |
| 2008 | Buenos Aires ( Argentina) | Medalla de oro    | 400 m       |
|      | Buenos Aires ( Argentina) | Medalla de plata  | 200 m       |
|      | Buenos Aires ( Argentina) | Medalla de bronce | 50 m        |
|      | Aranda de Duero ( España) | Medalla de bronce | 50 m        |
| 2010 | Aranda de Duero ( España) | Medalla de oro    | 4 × 50 m    |
|      | Buenos Aires ( Argentina) | Medalla de oro    | 400         |
|      | Buenos Aires ( Argentina) | Medalla de plata  | 50          |
|      | Buenos Aires ( Argentina) | Medalla de plata  | 4 × 50 m    |

## Fundación Carlos Sanz
En febrero de 2008 nace en Zaragoza la Fundación Carlos Sanz, una organización sin ánimo de lucro, cuyo objetivo es utilizar el deporte como elemento para sensibilizar a la sociedad sobre la importancia de la donación de órganos,. Este proyecto personal lleva a cabo múltiples actividades solidarias.